# Superbewoonbare planeet
Een superbewoonbare planeet is een hypothetisch type exoplaneet of exomaan die mogelijk beter geschikt is dan de aarde voor het ontstaan en de evolutie van leven. Het concept werd in 2014 geïntroduceerd door René Heller en John Armstrong, die kritiek hebben geuit op de taal die wordt gebruikt bij de zoektocht naar bewoonbare planeten (en buitenaards leven) en verduidelijkingen hebben voorgesteld. 
Volgens Heller en Armstrong is het niet voldoende om te weten of een planeet zich in de bewoonbare zone van zijn ster bevindt: Het is niet duidelijk waarom de aarde levende organismen de meest geschikte fysisch-chemische parameters zou moeten bieden, aangezien "Planeten niet op de aarde kunnen lijken, maar toch geschiktere omstandigheden bieden voor het ontstaan en de evolutie van leven dan de aarde deed of doet." Hoewel ze er nog steeds van uitgaan dat het leven water nodig heeft, veronderstellen ze dat de aarde misschien niet de optimale planetaire bewoonbaarheidsomstandigheden vertegenwoordigt voor maximale biodiversiteit; met andere woorden, ze definiëren een superbewoonbare wereld als een Aardse planeet of maan die meer diverse flora en fauna zou kunnen herbergen dan er op aarde zijn, omdat dit empirisch zou aantonen dat de natuurlijke omgeving gastvrijer is voor leven.

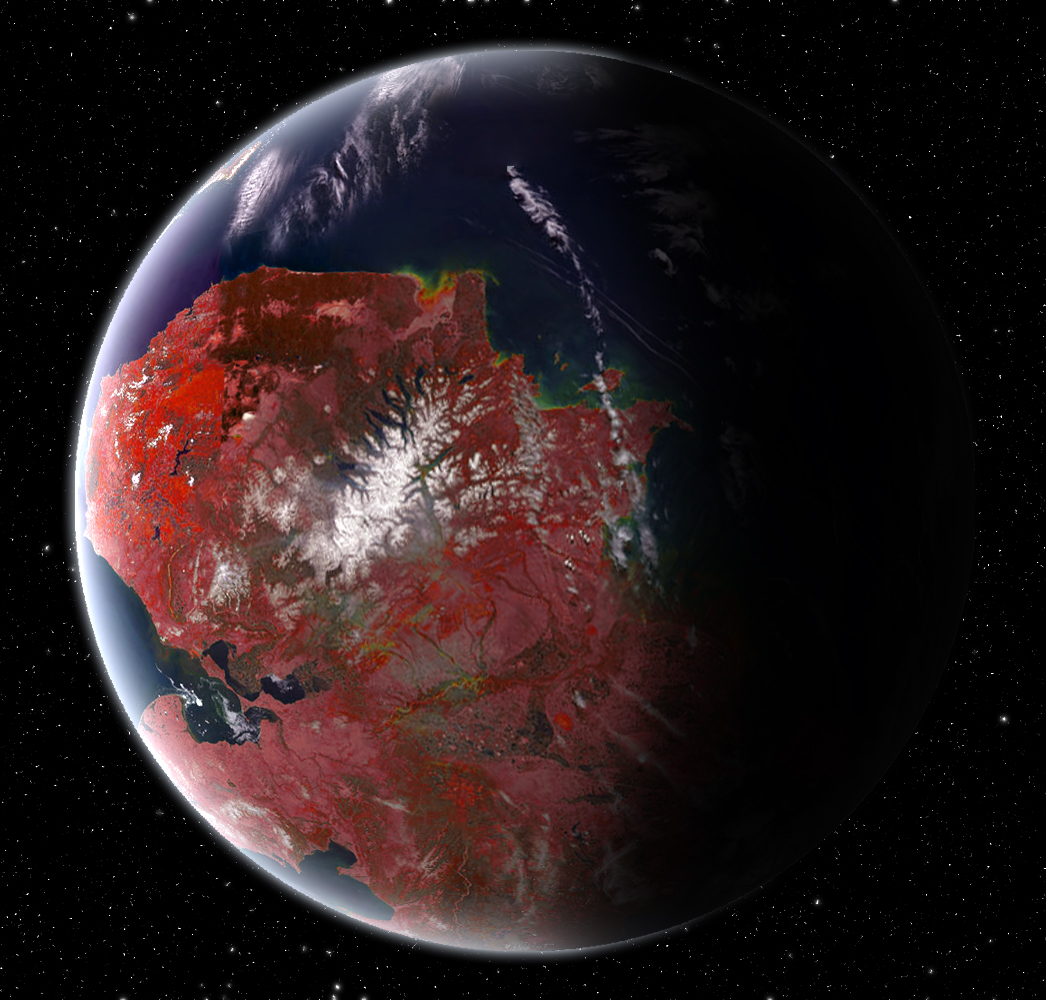
Artistieke impressie van een mogelijke verschijning van een superbewoonbare planeet. De roodachtige tint is vegetatie.

Heller en Armstrong wijzen er ook op dat niet alle rotsachtige planeten in een bewoonbare zone bewoonbaar kunnen zijn, en dat getijdenverwarming aardse of ijzige werelden bewoonbaar kan maken buiten de stellaire bewoonbare zone, zoals in de interne oceaan van Europa. De auteurs stellen voor dat om een bewoonbare (of superbewoonbare) planeet te identificeren, een karakteriseringsconcept nodig is dat eerder biocentrisch dan geo- of antropocentrisch is. Heller en Armstrong stelden voor om een profiel voor exoplaneten op te stellen op basis van onder meer het type ster, de massa en de locatie in hun planetenstelsel. Volgens deze auteurs zouden dergelijke superbewoonbare werelden waarschijnlijk groter, warmer en ouder zijn dan de aarde, en draaien ze om  oranje dwergen.

## Algemene karakteristieken
Heller en Armstrong stelden voor dat er een reeks basiskenmerken nodig zijn om een exoplaneet of exomaan als superbewoonbaar te classificeren; vanwege de grootte moet deze ongeveer twee aardmassa's zijn, en 1.3 keer de straal van de aarde zullen een optimale maat opleveren voor platentektoniek. Bovendien zou het een grotere aantrekkingskracht hebben, waardoor de retentie van gassen tijdens de vorming van de planeet zou toenemen. Het is daarom waarschijnlijk dat ze een dichtere atmosfeer hebben die een grotere concentratie zuurstof en broeikasgassen zal bieden, die op hun beurt de gemiddelde temperatuur verhogen tot een optimaal niveau voor het plantenleven tot ongeveer 25°C. Een dichtere atmosfeer kan ook het oppervlaktereliëf beïnvloeden, waardoor het regelmatiger wordt en de omvang van de oceaanbekkens kleiner wordt, wat de diversiteit van het zeeleven in ondiepe wateren zou verbeteren.
Andere factoren waarmee rekening moet worden gehouden, zijn het type ster in het systeem. Sterren van het K-type en sterren van het G-type met lage lichtkracht, gezamenlijk oranje dwergen genoemd, zijn minder zwaar dan de zon en zijn zeer lang stabiel op de hoofdreeks (18 tot 34 miljard jaar, vergeleken met 10 miljard jaar voor de zon, een G2V-ster), wat meer tijd geeft voor de opkomst van leven en evolutie. Bovendien zenden oranje dwergen minder ultraviolette straling uit (die het DNA kan beschadigen en zo de opkomst van op nucleïnezuren gebaseerd leven kan belemmeren) dan sterren als de zon. Aanvullende informatie over oranje dwergen, inclusief kwantitatieve schattingen over hun geschiktheid om als gastheer te dienen voor superbewoonbare planeten, is in 2016 gegeven door Cuntz en Guinan.

### Oppervlakte, grootte en samenstelling

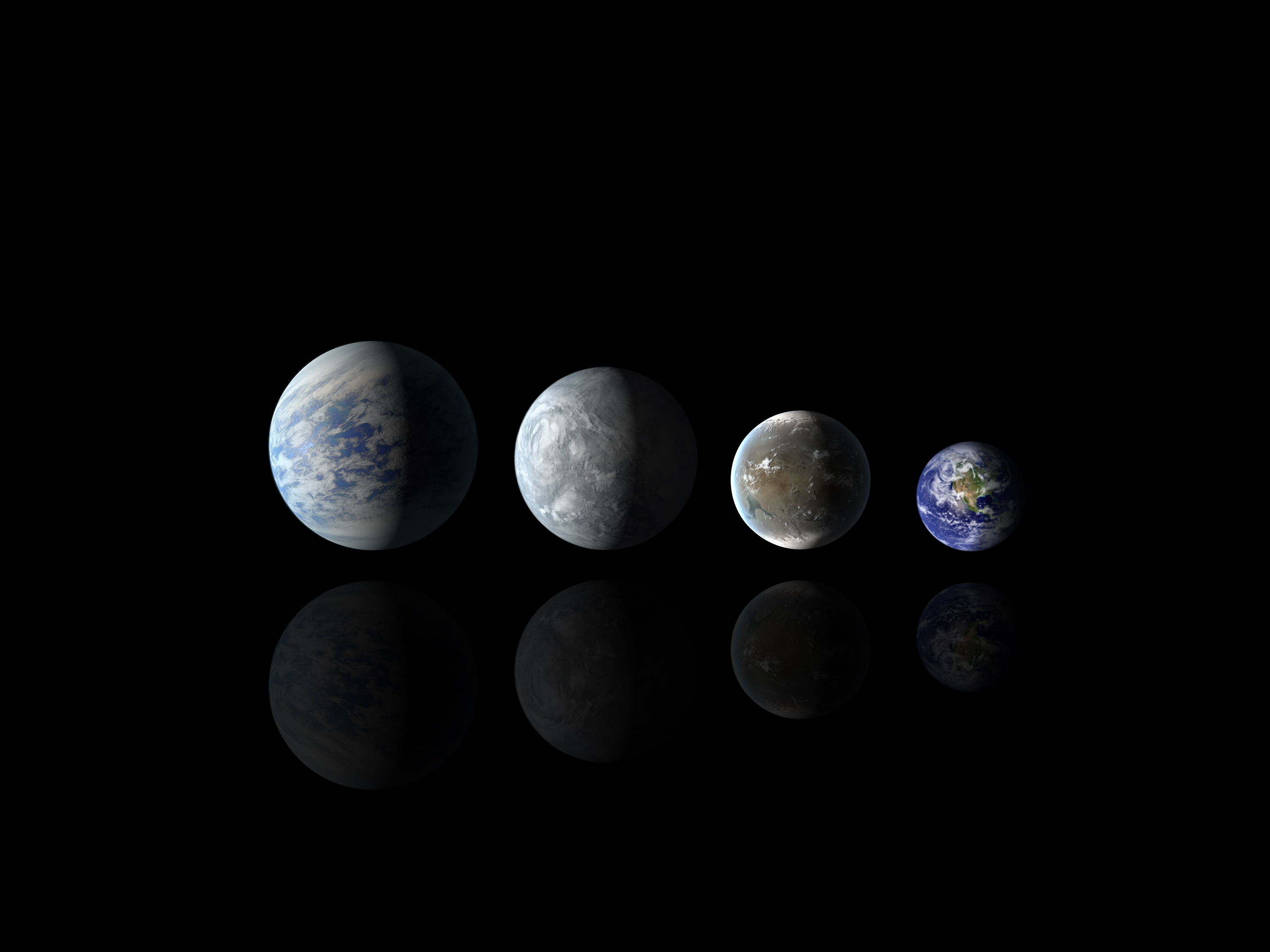
Kepler-62e, tweede van links heeft een straal van 1,6 R_{🜨}. De aarde bevindt zich uiterst rechts; geschaald.

Een exoplaneet met een groter volume dan die van de aarde, een complexer reliëf, of met een groter oppervlak bedekt met vloeibaar water, zou gastvrijer kunnen zijn voor leven dan de aarde. Omdat het volume van een planeet vaak rechtstreeks verband houdt met zijn massa, geldt: hoe massiever de planeet is, des te groter de zwaartekracht, wat kan resulteren in een dichtere atmosfeer.
Sommige onderzoeken geven aan dat er een natuurlijke straallimiet is, vastgesteld op R🜨, waaronder bijna alle planeten aards zijn en voornamelijk bestaan uit mengsels van steen, ijzer en water. Er werd ooit gedacht dat objecten met een massa van minder dan 8 M🜨 zeer waarschijnlijk een vergelijkbare samenstelling hebben als de aarde; boven deze limiet neemt de dichtheid van de planeten af naarmate ze groter worden, en zal de planeet een ‘waterwereld’ worden en ten slotte een gasreus. Bovendien kan voor de meeste superaardes met een massa van zeven keer die van de aarde, hun hoge massa ervoor zorgen dat ze geen platentektoniek hebben. Er wordt dus verwacht dat elke exoplaneet die vergelijkbaar is met de dichtheid van de aarde en met een straal van minder dan 2 R🜨 geschikt kan zijn voor leven. Andere studies geven echter aan dat waterwerelden een overgangsfase vertegenwoordigen tussen mini-Neptunussen en de aardse planeten, vooral als ze tot rode dwergen of K-dwergen behoren. Hoewel waterplaneten bewoonbaar kunnen zijn, zouden de gemiddelde diepte van het water en de afwezigheid van landoppervlak ze niet superbewoonbaar maken zoals gedefinieerd door Heller en Armstrong. Verder onderzoek naar de relatie tussen massa en straal geeft ook aan dat het overgangspunt tussen een rotsachtige planeet en een mini-Neptunus gewoonlijk veel eerder plaatsvindt, op slechts ongeveer 2 M🜨; uitzonderingen hierop liggen zeer dicht bij hun sterren (en dus zou hun vluchtige atmosfeer zijn weggekookt), waardoor zeer hete oppervlakteomstandigheden ontstaan die niet erg bevorderlijk zijn voor leven. Vanuit geologisch perspectief is de optimale massa van een planeet ongeveer 2 M🜨, dus hij moet een straal hebben die de dichtheid van de aarde tussen 1,2 en 1,3R🜨 houdt.
De gemiddelde diepte van de oceanen heeft ook invloed op de bewoonbaarheid van een planeet. De ondiepe delen van de zee zijn, gezien de hoeveelheid licht en warmte die ze ontvangen, doorgaans comfortabeler voor bekende watersoorten, dus zijn exoplaneten met een lagere gemiddelde diepte waarschijnlijk geschikter voor leven. Massievere exoplaneten zouden doorgaans een regelmatige zwaartekracht aan het oppervlak hebben, wat kan leiden tot ondiepere (en gastvrijere) oceaanbekkens.

### Geologie
Platentektoniek, in combinatie met de aanwezigheid van grote watermassa's op een planeet, kan een hoog kooldioxidegehalte (CO2) in de atmosfeer handhaven. Dit proces lijkt gebruikelijk te zijn op geologisch actieve aardse planeten met een aanzienlijke rotatiesnelheid. Hoe massiever een planetair lichaam, hoe langer het interne warmte zal genereren, wat een belangrijke factor is die bijdraagt aan de platentektoniek. Overmatige massa kan echter ook de platentektoniek vertragen vanwege de verhoogde druk en viscositeit van de mantel, wat het verschuiven van de lithosfeer belemmert. Uit onderzoek blijkt dat de activiteit van de platentektoniek piekt in lichamen met een massa tussen 1 en 5M🜨, met een optimale massa van ongeveer 2M🜨.
Als de geologische activiteit niet sterk genoeg is om voldoende broeikasgassen te genereren om de mondiale temperatuur boven het vriespunt van water te laten stijgen, zou de planeet een permanente ijstijd kunnen ervaren, tenzij het proces wordt gecompenseerd door een intense interne warmtebron zoals getijdenenergie, verwarming of bestraling van sterren.

### Magnetosfeer
Een ander kenmerk dat gunstig is voor leven is het potentieel van een planeet om een sterke magnetosfeer te ontwikkelen om het oppervlak en de atmosfeer te beschermen tegen kosmische straling en stellaire winden, vooral rond rode dwergsterren. Minder massieve lichamen en lichamen met een langzame rotatie, of lichamen met synchrone rotatie, hebben een zwak tot niet-bestaand magnetisch veld, wat na verloop van tijd kan resulteren in het verlies van een aanzienlijk deel van de atmosfeer, vooral waterstof, door hydrodynamische ontsnapping. 

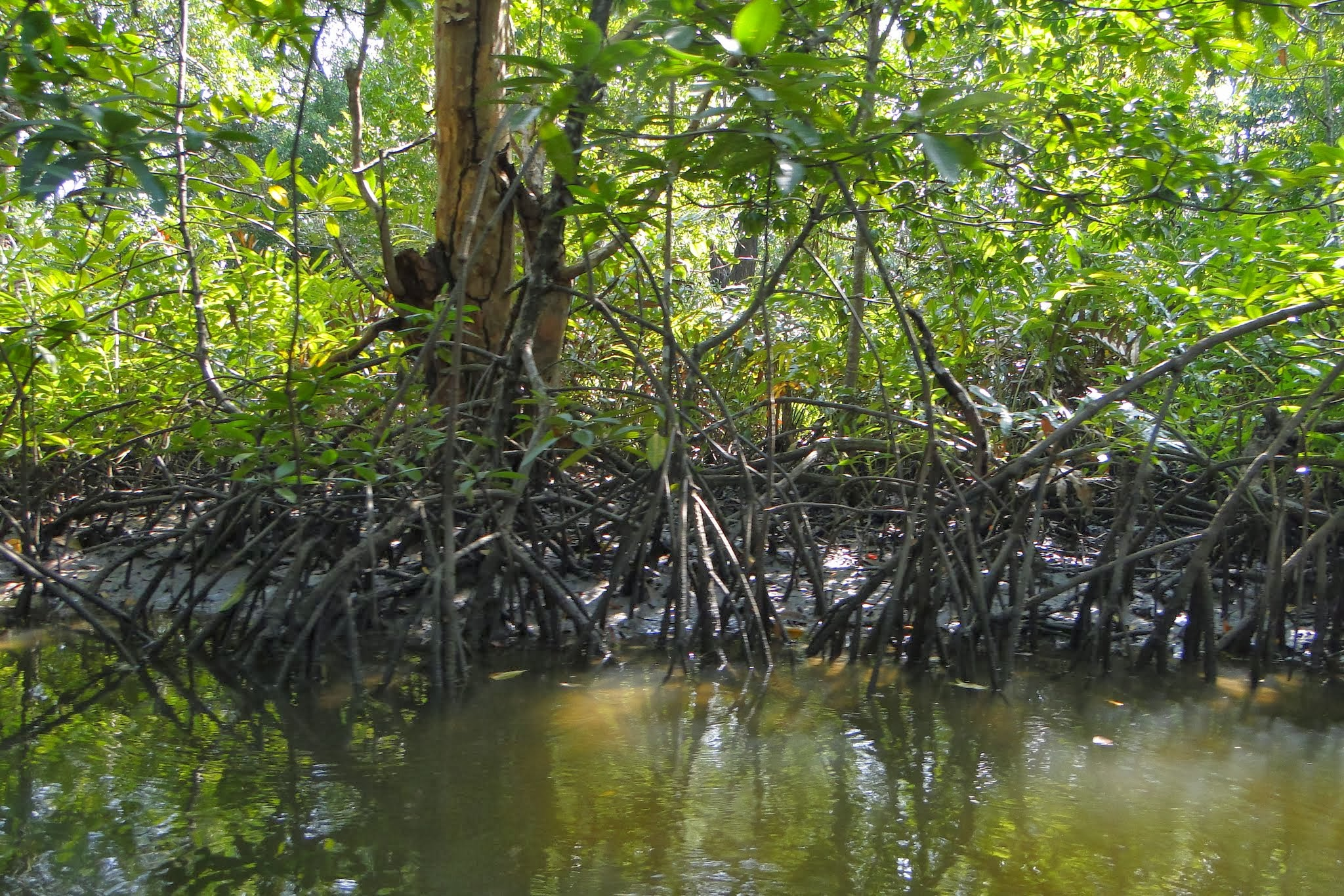
Het klimaat van een warmere en nattere exoplaneet op aarde kan lijken op dat van de tropische gebieden op aarde. Op de foto mangrove in Cambodja.

### Temperatuur en klimaat
De optimale temperatuur voor leven op aarde in het algemeen is onbekend, hoewel het erop lijkt dat de diversiteit aan organismen op aarde in warmere perioden groter is geweest. Het is daarom mogelijk dat exoplaneten met iets hogere gemiddelde temperaturen dan die van de aarde geschikter zijn voor leven. Het thermoregulerende effect van grote oceanen op exoplaneten die zich in een bewoonbare zone bevinden, kan een gematigd temperatuurbereik handhaven. In dit geval zouden woestijnen een beperkter oppervlak hebben en waarschijnlijk habitatrijke kustomgevingen ondersteunen. 
Uit onderzoek blijkt echter dat de aarde al dicht bij de binnenrand van de bewoonbare zone van het zonnestelsel ligt, en dat dit de leefbaarheid op de lange termijn kan schaden omdat de helderheid van hoofdreekssterren in de loop van de tijd gestaag toeneemt, waardoor de bewoonbare zone steeds verder naar buiten verschuift. Daarom moeten superbewoonbare exoplaneten warmer zijn dan de aarde, maar zich toch verder van de ster bevinden, dichter bij het centrum van de bewoonbare zone van het systeem. Dit zou mogelijk zijn bij een dikkere atmosfeer of bij een hogere concentratie broeikasgassen.

### Ster

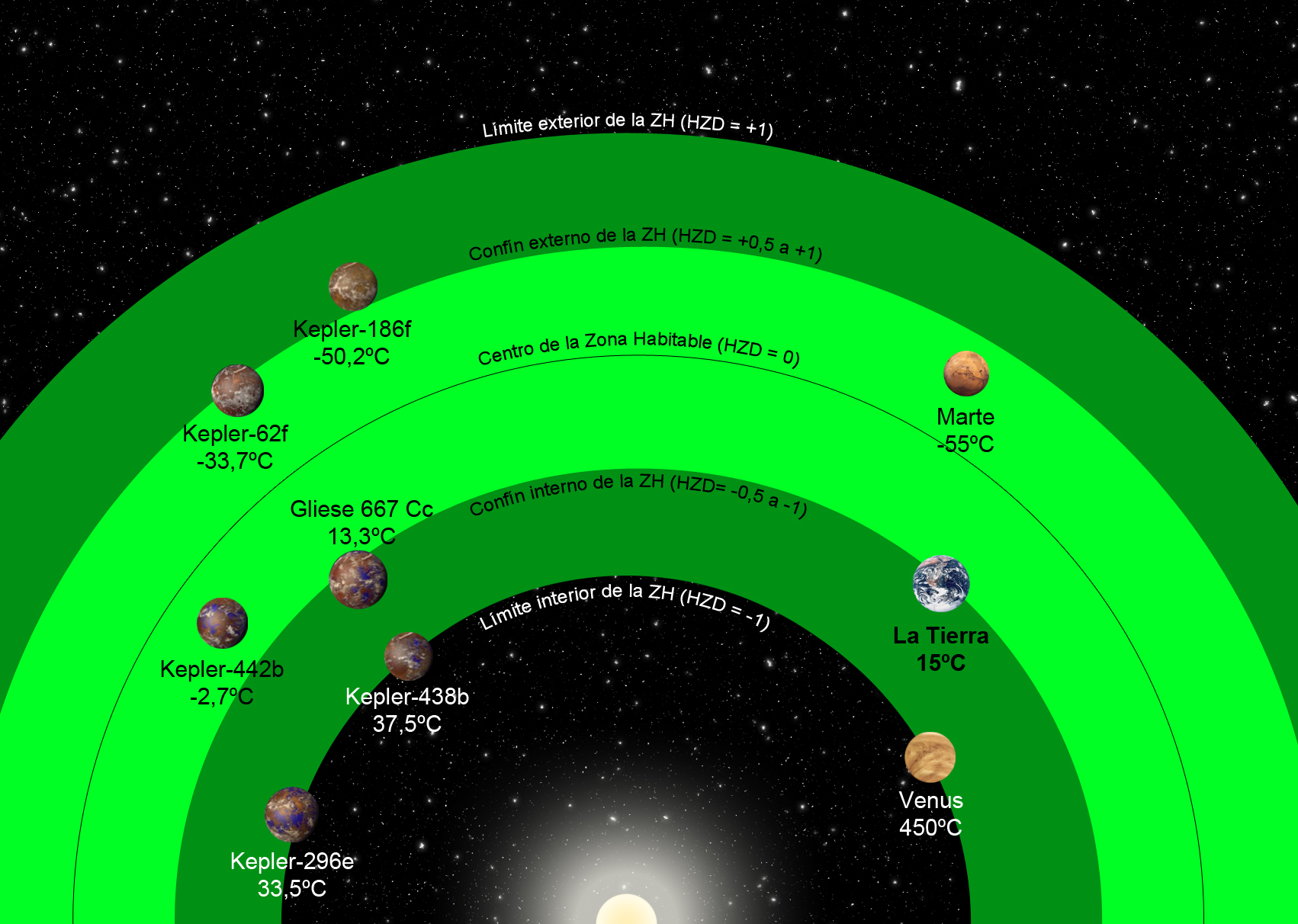
Bewoonbare zone positie van enkele van de meest vergelijkbare exoplaneten met een gemiddelde oppervlaktetemperatuur.

Het type van de ster bepaalt grotendeels de omstandigheden in een systeem. De zwaarste stertypen (O, B en A) hebben een zeer korte levenscyclus en verlaten snel de hoofdreeks. Bovendien produceren O-type sterren een fotoverdampingseffect dat de accretie van planeten rond de ster voorkomt.
Aan de andere kant zijn de minder massieve M- en late-type K-types veruit de meest voorkomende en langlevende sterren van het universum, maar hun potentieel om leven te ondersteunen wordt nog steeds bestudeerd. Hun lage helderheid verkleint de omvang van de bewoonbare zone, die wordt blootgesteld aan uitbarstingen van ultraviolette straling die vaak voorkomen, vooral tijdens hun eerste miljard jaar van bestaan. Wanneer de baan van een planeet te kort is, kan dit een getijdenvergrendeling van de planeet veroorzaken, waar deze altijd hetzelfde halfrond presenteert als de ster, ook wel daghalfrond genoemd. Zelfs als het bestaan van leven mogelijk zou zijn in een systeem van dit type, is het onwaarschijnlijk dat een exoplaneet die tot een rode dwergster behoort, als ‘superbewoonbaar’ zou worden beschouwd.
Door beide uiteinden buiten beschouwing te laten, bieden systemen met sterren van het K-type (behalve K-sterren van het late type) en sterren van het G-type met lage helderheid, gezamenlijk oranje dwergen genoemd, de best bewoonbare zones voor leven. Sterren van het K-type maken de vorming van planeten om hen heen mogelijk, hebben een lange levensverwachting en bieden stabiele bewoonbare zones die vrij zijn van de gevolgen van overmatige nabijheid van hun sterren. Bovendien is de straling die door een ster van het K-type wordt geproduceerd laag genoeg om complex leven mogelijk te maken zonder dat er een atmosferische ozonlaag nodig is. Ze zijn ook het meest stabiel en hun bewoonbare zones bewegen niet veel tijdens hun leven, dus een terrestrische analoog die zich in de buurt van een K-type ster bevindt, kan gedurende bijna de hele hoofdreeks bewoonbaar zijn.

### Baan en rotatie

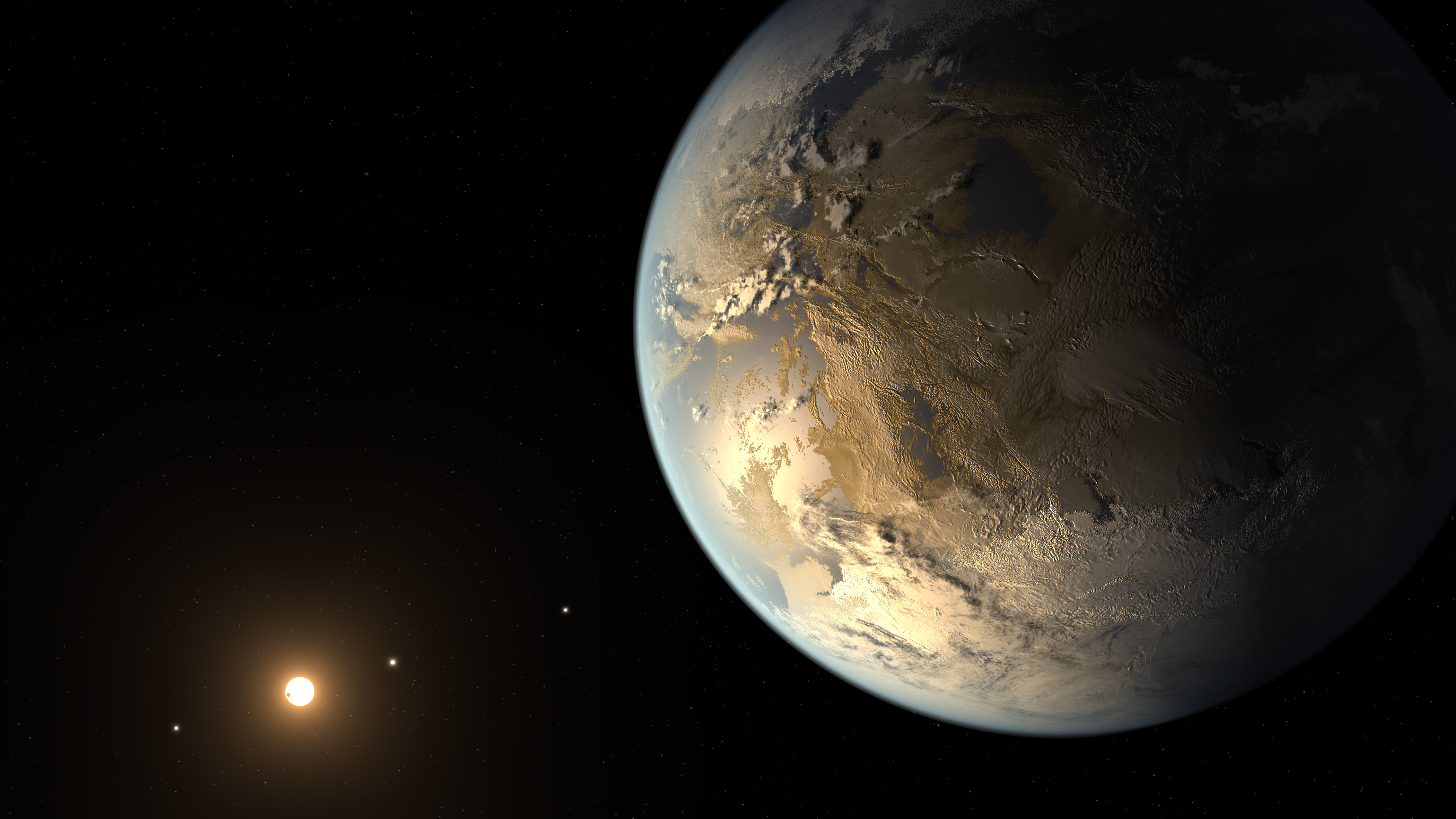
Artistieke impressie van een mogelijke earth analog, Kepler-186f. Sommige superbewoonbare planeten kunnen er hetzelfde uitzien en hebben mogelijk geen belangrijke verschillen met de aarde.

Experts hebben nog geen consensus bereikt over wat de optimale rotatiesnelheid voor een exoplaneet is, maar deze kan niet te snel of te langzaam zijn. Het laatste geval kan problemen veroorzaken die vergelijkbaar zijn met die waargenomen bij Venus, die elke 243 aardse dagen één rotatie voltooit en als gevolg daarvan geen aardachtig magnetisch veld kan genereren. Een massievere planeet met een langzame rotatie zou dit probleem kunnen oplossen door meerdere manen te hebben vanwege de hogere zwaartekracht die het magnetische veld kan versterken. 
Idealiter zou de baan van een superbewoonbare wereld zich in het midden van de bewoonbare zone van zijn planetenstelsel bevinden.

### Atmosfeer
Er zijn geen solide argumenten om uit te leggen of de atmosfeer van de aarde de optimale samenstelling heeft om leven te herbergen. Op aarde bedroeg het zuurstofgehalte (O2) in de atmosfeer, in de periode waarin steenkool voor het eerst werd gevormd, 35%, wat samenviel met de perioden met de grootste biodiversiteit. Ervan uitgaande dat de aanwezigheid van een aanzienlijke hoeveelheid zuurstof in de atmosfeer essentieel is voor de ontwikkeling van complexe levensvormen op exoplaneten, lijkt het percentage zuurstof ten opzichte van de totale atmosfeer de maximale grootte van de planeet te beperken.
Ook zou de atmosferische dichtheid hoger moeten zijn op massievere planeten, wat de hypothese versterkt dat superaardes voor superbewoonbare omstandigheden kunnen zorgen.

### Leeftijd

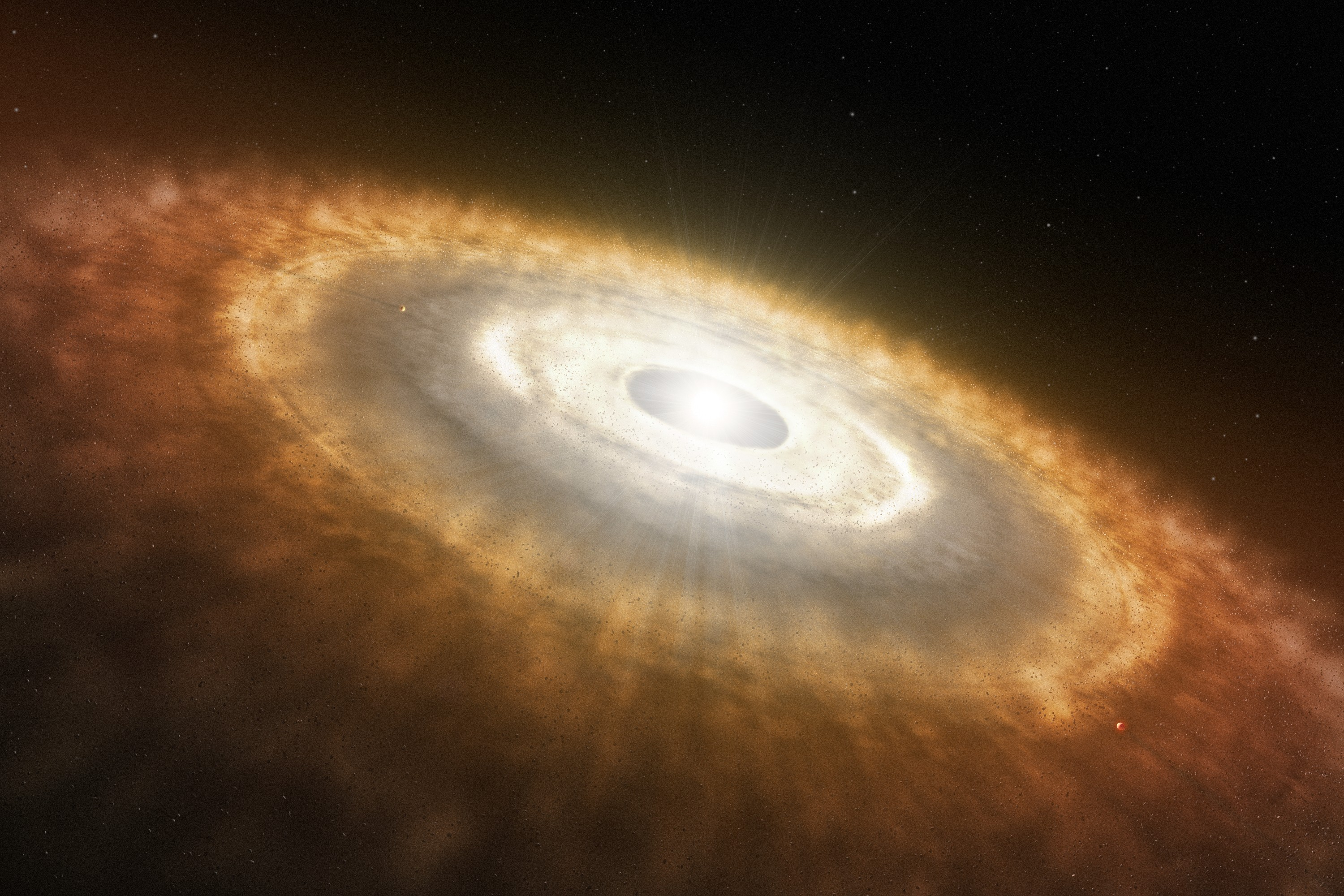
De eerste sterren die zich in het universum vormden waren metaalvrije sterren, die waarschijnlijk de vorming van planeten verhinderden.

Planeten die ouder zijn dan de aarde hebben mogelijk een grotere biodiversiteit, omdat inheemse soorten meer tijd hebben gehad om te evolueren, zich aan te passen en de omgevingsomstandigheden te stabiliseren die geschikt zijn voor leven.
Jarenlang werd gedacht dat oudere sterrensystemen een lagere metalliciteit hebben en daarom veel minder planeten zouden hebben gevormd dan nieuwere systemen. De eerste exoplanetaire ontdekkingen ondersteunden dit, waarbij het vooral om gasreuzen ging die heel dicht bij hun sterren draaiden (bekend als hete Jupiters). In 2012 suggereerden de waarnemingen van de Kepler-telescoop dat deze relatie veel restrictiever is in systemen met hete Jupiters, en dat terrestrische planeten zich tot op zekere hoogte zouden kunnen vormen nabij sterren met een veel lagere metalliciteit. Er wordt nu gedacht dat de eerste objecten met een aardmassa ergens tussen de 7 en 12 miljard jaar geleden verschenen.

## Profiel samenvatting
Ondanks de schaarsheid aan beschikbare informatie kunnen de hierboven gepresenteerde hypothesen over superbewoonbare planeten worden samengevat als een voorlopig profiel. 
- Massa: ongeveer 2M🜨.
- Straal: om een vergelijkbare dichtheid als de aarde te behouden, moet de straal dichtbij 1,2 of 1,3R🜨 liggen.
- Oceanen: het percentage van het oppervlak dat door oceanen wordt bedekt, moet vergelijkbaar zijn met de aarde, maar meer verspreid zijn, zonder grote aaneengesloten landmassa's (supercontinenten) . De oceanen moeten ondiep zijn; het licht zal dan gemakkelijker door het water dringen en de fauna en flora bereiken, waardoor een overvloed aan leven in de oceaan wordt gestimuleerd.
- Afstand: dichter bij het midden van de bewoonbare zone van het systeem dan de aarde.
- Temperatuur: gemiddelde oppervlaktetemperatuur van ongeveer 25 °C.
- Ster en leeftijd: behorend tot een K-type ster die ouder is dan de zon (4,5 miljard jaar) maar jonger dan 7 miljard jaar.
- Atmosfeer: iets dichter dan die van de aarde en met een hogere zuurstofconcentratie. Dat zal het leven groter en overvloediger maken.

Er is geen bevestigde exoplaneet die aan al deze eisen voldoet. Na het bijwerken van de database met exoplaneten op 23 juli 2015 is Kepler-442b de meest nabije, behorende tot een oranje dwergster, met een straal van 1,34R🜨 en een massa van 2,36M🜨, maar met een geschatte oppervlaktetemperatuur van 4°C.

### Verschijning

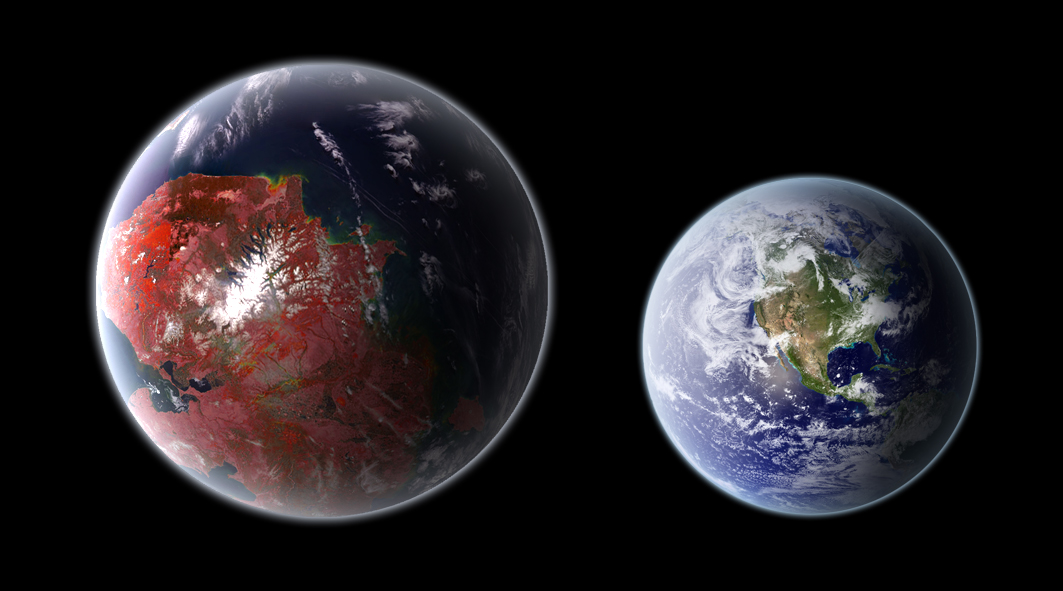
Een groottevergelijking en artististieke impressie van Kepler-442b (1,34 R _{🜨}) met de Aarde (rechts).

Het uiterlijk van een superbewoonbare planeet zou in het algemeen sterk op de aarde moeten lijken. De belangrijkste verschillen zouden, in overeenstemming met het eerder geziene profiel, afgeleid zijn van de massa. De dichtere atmosfeer kan de vorming van ijskappen voorkomen als gevolg van lagere temperatuurverschillen tussen verschillende delen van de planeet. Een superbewoonbare wereld zou ook een hogere wolkenconcentratie en overvloedige regenval hebben. 
De vegetatie van zo’n planeet zou heel anders zijn als gevolg van de toegenomen luchtdichtheid, neerslag, temperatuur en stralingsintensiteit in vergelijking met de aarde. Omdat de piekgolflengte van het licht voor K-type sterren verschilt van die van de zon, kunnen planten een andere kleur hebben dan de groene vegetatie op aarde. Het plantenleven zou ook een groter deel van het oppervlak van de planeet bedekken, wat zichtbaar zou zijn vanuit de ruimte.
Over het algemeen zou het klimaat op een superbewoonbare planeet warm, vochtig en homogeen zijn en stabiel land hebben, waardoor het leven zich over het oppervlak kan uitbreiden zonder grote bevolkingsverschillen te vertonen, in tegenstelling tot de aarde, die onherbergzame gebieden heeft zoals gletsjers, woestijnen en sommige tropische gebieden. Als de atmosfeer voldoende zuurstof bevat, kunnen de omstandigheden op deze planeten draaglijk zijn voor mensen, zelfs zonder de bescherming van een ruimtepak, op voorwaarde dat de atmosfeer geen buitensporige giftige gassen bevat. Maar ze zouden aanpassingen aan de toegenomen zwaartekracht moeten ontwikkelen, zoals als een toename van de spier- en botdichtheid.

## Aantal

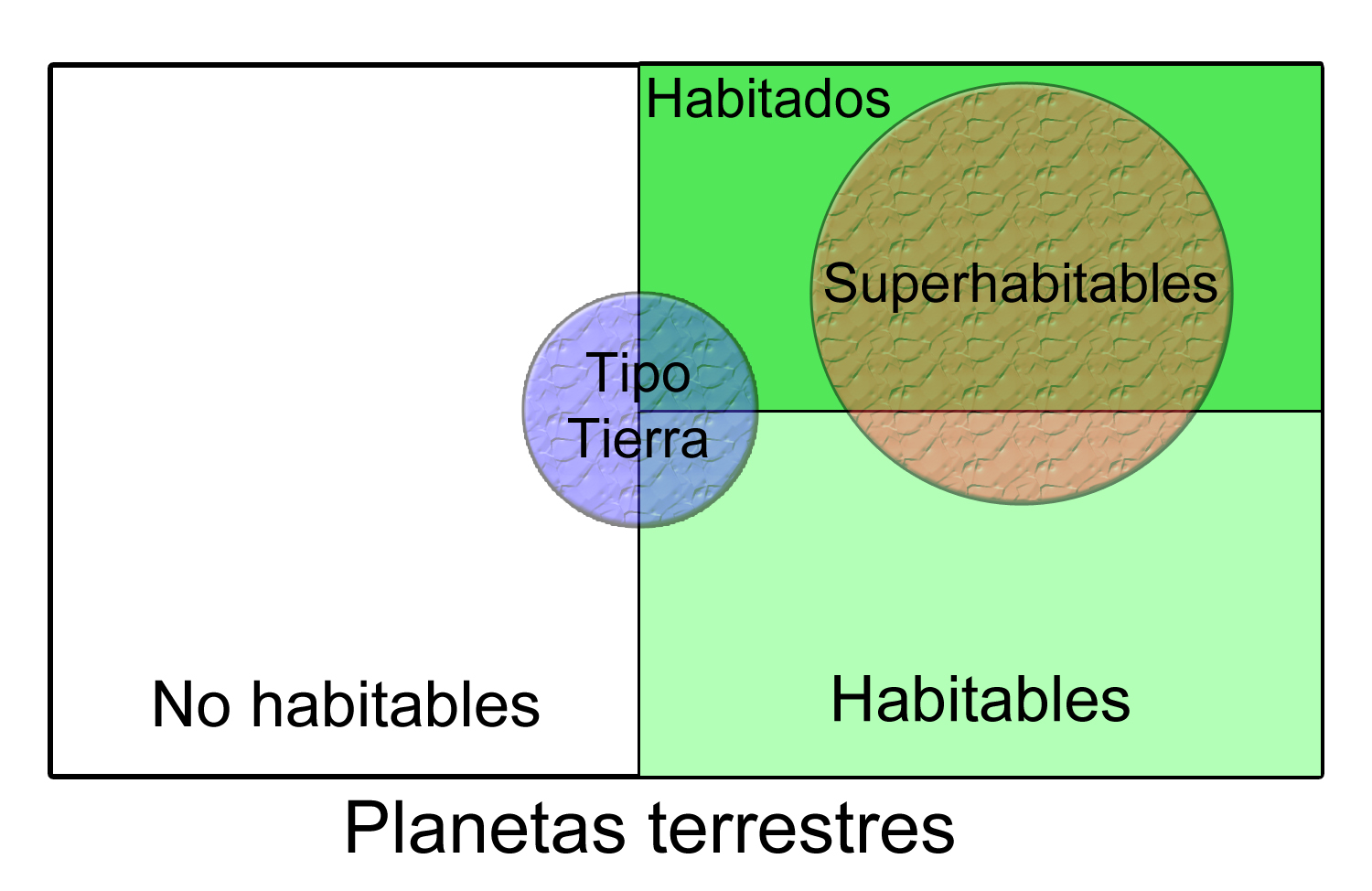
Set en subsets van aardse werelden.

Heller en Armstrong speculeren dat het aantal superbewoonbare planeten rond Kepler 442-achtige sterren veel groter kan zijn dan dat van aardse analogen: minder massieve sterren op de hoofdreeks zijn overvloediger aanwezig dan de grotere en helderdere sterren, dus er zijn meer oranje (K) dwergen dan zonne-analogen. Er wordt geschat dat ongeveer 9% van de sterren in de Melkweg sterren van het K-type zijn, vergeleken met 4% van de zonne-analogen.
Een ander punt dat de overheersing van superbewoonbare planeten ten opzichte van aardse analogen bevordert is dat, in tegenstelling tot laatstgenoemde, de meeste vereisten van een superbewoonbare wereld spontaan en gezamenlijk kunnen optreden, simpelweg door een hogere massa te hebben. Een planetair lichaam van 2 of 3M🜨 zou een langduriger platentektoniek moeten hebben en zal ook een groter oppervlak hebben in vergelijking met de aarde. Op dezelfde manier is het waarschijnlijk dat de oceanen ondieper zijn door het effect van de zwaartekracht op de aardkorst, dat het zwaartekrachtveld intenser is en dat de atmosfeer dichter is.
Planeten met een aardmassa kunnen daarentegen een breder scala aan omstandigheden hebben. Sommige kunnen bijvoorbeeld een actieve tektoniek gedurende kortere perioden in stand houden en zullen daarom eindigen met een lagere luchtdichtheid dan op aarde, waardoor de kans groter wordt dat zich een mondiale ijsbedekking ontwikkelt, of zelfs permanente sneeuwbalaarde-scenario's. Een ander negatief effect van een lagere atmosferische dichtheid kan zich manifesteren in de vorm van thermische oscillaties, die kunnen leiden tot grote variabiliteit in het mondiale klimaat en de kans op catastrofale gebeurtenissen kunnen vergroten. Bovendien kunnen dergelijke planeten, omdat ze zwakkere magnetosferen hebben, hun atmosferische waterstof verliezen door hydrodynamische ontsnapping en woestijnplaneten worden. Elk van deze voorbeelden zou de opkomst van leven op het oppervlak van een planeet kunnen voorkomen. Hoe dan ook, de veelheid aan scenario’s die een planeet met een aardmassa die zich in de bewoonbare zone van een zonne-analoog bevindt, kunnen veranderen in een onherbergzame plek, zijn minder waarschijnlijk op een planeet die voldoet aan de basiskenmerken van een superbewoonbare wereld, zodat laatstgenoemde vaker zou moeten voorkomen.
In september 2020 identificeerden astronomen 23 kanshebbers op superbewoonbare planeten uit de meer dan 4000 bevestigde exoplaneten op dat moment, op basis van astrofysische parameters en de natuurlijke geschiedenis van bekende levensvormen op aarde. Er is er echter slechts 1 bevestigd, en deze staat in de onderstaande lijst.

## Bevestigde superbewoonbare planeten die tot nu toe zijn ontdekt
Onderzoekers hebben 23 planeten geïdentificeerd die mogelijk ‘superbewoonbaar’ zijn. Kepler-69c (KOI 172.02) werd aanvankelijk opgenomen voordat uit vervolgonderzoek bleek dat deze waarschijnlijk dichter bij een super-Venus ligt, en dus niet superbewoonbaar. Momenteel is 1 in de lijst bevestigd. 
- Kepler-1126b (KOI 2162.01)

## Onbevestigde potentiële superbewoonbare planeten
De 21 onbevestigde planetaire kandidaten zijn onder meer: 
- KOI-4878.01
- KOI 5237.01
- KOI 7711.01
- KOI 5248.01
- KOI 5176.01
- KOI 7235.01
- KOI 7223.01
- KOI 7621.01
- KOI 5135.01
- KOI 5819.01
- KOI 5554.01
- KOI 7894.01
- KOI-456.04
- KOI 5715.01:De meest belovende kandidaat als superbewoonbare planeet.
- KOI 5276.01
- KOI 8000.01
- KOI 8242.01
- KOI 5389.01
- KOI 5130.01
- KOI 5978.01
- KOI 8047.01